# Голицына, Прасковья Андреевна
Княгиня Прасковья Андреевна Голицына (урождённая графиня Шувалова; 19 декабря 1767 — 11 декабря 1828, Санкт-Петербург) — фрейлина, писательница, хозяйка популярного салона.

## Биография
Старшая дочь сенатора графа Андрея Петровича Шувалова (1744—1789) от его брака с графиней Екатериной Петровной Салтыковой (1743—1817), дочерью фельдмаршала. Состоявшие в дружеской переписке с Вольтером, родители под его влиянием дали своим детям чисто французское воспитание. Князь И. М. Долгоруков, знавший Прасковью с детских лет, отзывался о ней, как о даме «отличного воспитания, учёна, умна, любезна.»
Много времени семья проводила за границей, в 1776 году они поселились в Париже и вернулись в Россию лишь через пять лет. Шуваловы заняли блестящее положение при дворе императрицы Екатерины II, сама Прасковья в 1784 году была пожалована во фрейлины и принимала участие во всех придворных развлечениях. Став супругой камер-юнкера Михаила Андреевича Голицына, молодая княгиня сохранила свое положение. Соединяя с красотой ум, блестящее образование и обворожительную любезность, она была окружена толпой поклонников. В 1791 году княгиней Michel, как стали звать её в свете, увлёкся светлейший князь Потёмкин-Таврический, чем вызвал неудовольствие императрицы. Пытаясь добиться благосклонности красавицы, Григорий Александрович хлопотал о представлении её мужа в обер-штер-кригскомиссары при генерал-инспекторе, но этот проект не был утверждён Екатериной II: 

Он тебе честь в армии не принесёт. Позволь сказать, что рожа жены его, какова ни есть, не стоит того, чтоб ты себя обременял таким человеком, который в короткое время тебе будет в тягость. Тут же не возьмёшь ничего, потому что супруга его очаровательна, но решительно ничего не выигрывается, если ухаживать за нею. Это вещь известная: огромное семейство охраняет её репутацию, а потому может статься, что вы будете обременены только мужем, который окажется бременем и бременем весьма тяжким, не успев привлечь к себе вслед за ним никого, кроме его самого
 Однако отношение императрицы к самой Прасковье Андреевне и её семье не изменилось, они входили в самый близкий круг Екатерины и были посвящены в самые личные вопросы императорской фамилии. В 1792 году графиня Екатерина Петровна привезла в Петербург принцесс Баден-Дурлахских, одна из которых должна была стать невестой великого князя Александра Павловича. Дожидаясь официального представления ко двору, принцессы Луиза и Фредерика проживали в шепелевском доме в компании графини Шуваловой с дочерью. Княгиня Анна Голицына в одном из своих писем в 1796 году отмечала: «…моя невестка (belle-soeur) ежедневно приезжает в Царское Село; её особенно отличает императрица, (elle est extremement distinguee de l’Imperatrice), которая призывает её к себе и разговаривает с ней по несколько часов». Сообщая о приезде шведского короля Густава IV Адольфа, который инкогнито посетил Россию с целью знакомства с невестой великой княжной Александрой Павловной, Анна Александровна пишет родственнику: «… он будет жить в доме моего свояка, князя Михаила Андреевича. Императрица приказала моей belle-soeur, отдать свой дом королю, это рядом с домом Сутерланда и домом шведского посланника».
Голицыны жили широко, денег не считали, устраивали блестящие вечера, концерты и спектакли. С. С. Татищев сообщал, что «наиболее щегольскими» считались в Петербурге гостиные княгини Голицыной и княгини Е. Ф. Долгоруковой. Голицынский же дворец, благодаря «присяжному обожателю» княгини графу Шуазель-Гуфье, который был «большой знаток по части искусства», превратился в «настоящий художественный музей». Э. Виже-Лебрен, прибыв в Россию, охотно посещала не только большие балы, но веселилась и на ежедневных собраниях в частных домах, где находила утонченность и приятность «лучшаго французскаго общества».

Между этими двумя дамами существовало даже некоторое соперничество относительно их вечерних собраний. Княгиня Голицына была не так хороша собою, как княгиня Долгорукая, но гораздо миловиднее её; была очень умна и вместе с тем чрезвычайно своенравна. Вдруг, без всякой причины, начинала она на вас дуться, а минуту спустя, уже расточала вам любезности.
Граф Шуазель-Гуфье до того безумно был влюблен в неё, что даже ея капризы и причуды, которые ему приходилось испытывать на самом себе, только усиливали его любовь. Было забавно видеть, как он чуть не до земли кланялся княгине, если она приезжала куда-нибудь позже его…
В 1820-е годы Прасковья Андреевна жила в Париже вместе с сыном Михаилом и его женой Марией Аркадьевной. Её гостиная на Rue de Verneuil была полна как приезжающих русских, так и французских знаменитостей. Именно здесь в 1826 году состоялась встреча Фенимора Купера и Вальтера Скотта. Купер в своей книге «Воспоминания о Европе» писал: «Княгиня <…>, с которой я имею честь быть в дружеских отношениях, обещала дать мне возможность встретиться у неё с великим писателем, так как она решила во что бы то ни стало познакомиться с ним до того, как он покинет Париж». Сообщая о грандиозном празднике, В. Скотт отметил в своём дневнике: «Там был целый рой русских княгинь, одетых в тартан, музыка и пение» На вечере был и Ф. Купер так что, по словам Скотта, «шотландский и американский львы совместно владели полем». Сюзанна Августа Купер, дочь писателя, в «Кратких семейных воспоминаниях», также не обходит вниманием этот вечер:

 Во время пребывания сэра Вальтера Скотта в Париже кн. Голицына устроила ему торжественный прием. Это было большое событие зимнего сезона; весь парижский свет был там. … Но, разумеется, главным львом был сэр Вальтер. На всех дамах были шотландские пледы, шарфы, ленты и т. д. и т. д.
На этом же вечере по приглашению княгини присутствовал и Александр Брюллов, причем ему удалось тайно сделать карандашный портрет великого шотландца. Сам художник так рассказывал об этом в письме к отцу : «…я попробовал и, как все говорят, успел совершенно, даже говорят, что ни один из существующих портретов так не похож, как мой». Позднее этот портрет был напечатан в одном из номеров «Московского вестника» и помещён в трех прижизненных русских изданиях романиста, а также была выполнена его гравировка.
Описывая хозяйку вечера, С. А. Купер сообщала, что «княгиня Голицына была пожилой женщиной, очень умной <…>, искусной сочинительницей записок, полных фр. eloquence du billet (светского красноречия), но написанных чрезвычайно неразборчиво». Действительно, живо интересуясь литературой, Прасковья Андреевна и сама писала на французском языке. Она была автором повести «Melise» , изданной дважды без указания авторства, и стихов, известных тогда в обществе: «Canton vilain, Canton joli, Bout-rimés» и некоторых других. Составитель «Словаря русских писательниц. 1759—1859» сообщал, что княгиня писала «прекрасные французские стихотворения, которые пользовались известностью в обществе; вообще стихи ея гораздо выше ея прозы».
Осенью 1827 года Голицына вернулась в Россию и возобновила встречи в своём салоне. Среди её гостей бывал и А. С. Пушкин. Князь Вяземский в письме жене 12 мая 1828 года сообщал: «Вечером мы с Пушкиным у Голицыной Michel. Она, право, очень мила, и я подобной ей здесь не знаю, хотя и слывет она princesse de Charanton. Но в таком случае предпочту общество Шарантонское всем нашим обществам». Прасковья Андреевна перевела на французский язык несколько глав «Евгения Онегина». Перевод был одобрен Пушкиным, но нигде не опубликован. Роман настолько увлёк переводчицу, что она входила в семейные дела Лариных и Онегина «со всем жаром и нежною заботливостью родственницы».

Одна умная женщина, княгиня Голицына, урождённая графиня Шувалова, известная в конце минувшего столетия своею любознательностью и французскими стихотворениями, царствовавшая в петербургских и заграничных салонах, сердечно привязалась к Татьяне. Однажды спросила она Пушкина: «Что думаете вы сделать с Татьяною? Умоляю вас, устройте хорошенько участь её». «Будьте покойны, княгиня, — отвечал он, смеясь, — выдам её замуж за генерал-адъютанта». «Вот и прекрасно, — сказала княгиня, — благодарю». Вяземский завершает эту запись словами: «Легко может быть, что эта шутка порешила судьбу Татьяны и поэмы».
16 мая 1828 года Пушкин читал в салоне графини Лаваль «Бориса Годунова», среди слушателей была и Прасковья Андреевна. По словам Вяземского, «старуха Michel бесподобная. Мало знает по-русски, вовсе не знает русской истории, а слушала, как умница…»
Скончалась княгиня Прасковья Андреевна 11 декабря 1828 года в Петербурге; была похоронена в Александро-Невской лавре на Лазаревском кладбище.

## Брак и дети
Муж (с 1787 года) — князь Михаил Андреевич Голицын (1765—1812), старший сын князя Андрея Михайловича Голицына и княгини Елизаветы Борисовны, урождённой Юсуповой. После ранней смерти родителей вместе с братьями Борисом и Алексеем воспитывался родственником, вице-канцлером князем Александром Михайловичем Голицыным. В браке родились:
- Елизавета (1790—1861) — с 1814 года замужем за маркизом Джулио Терци (1790—1819/1820);
- Андрей (1792—1863) — генерал от инфантерии, c 1824 года женат фрейлине Софье Петровне Балк-Полевой (1805—1888), дочери дипломата П. Ф. Балк-Полевого;
- Михаил (1793—1856) — генерал-майор, с 1820 года женат на Марии Аркадьевне Суворовой (1802—1870), внучке генералиссимуса Суворова;
- Екатерина (24.06.1795[14]—1858?) — крестница Екатерины Петровны Квашниной-Самариной; с 1817 года замужем за Эдмоном Номпар де Комон, маркизом де Ла-Форс (1794—25.04.1832)[K 4]. Приняла католичество[15];
- Александра (1797—16.03.1801[16]) — крестница императора Павла и графини Е. П. Шуваловой[15]; умерла от горячки.
- Дмитрий (10.02.1799[17]— ?) — крещен 15 февраля 1799 года в Морском соборе при восприемстве князя Б. А. Голицына и бабушки графини Е. П. Шуваловой.
- Эммануил (1804—1853) — писатель, холост.

### Комментарии
1. ↑  Эту дату Голицын Н. Н. указывает в издании «Род князей Голицыных», опубликованном в 1892 году. В  издании 1880 года  дата рождения — 14 октября 1767 года; Л. А. Черейский называет  датой рождения 19 февраля 1767;  Евг. Серчевский —  14 октября 1770 года.
2. ↑  nouvelle, 2-е édition, revue et corrigée par l’auteur, S.Рetersb. 1814, 8"; V1 и 224 стр.
3. ↑  Княгиней Шарантон, то есть сумасшедшей: в Шарантоне был открыт госпиталь для бедных, в первую очередь, — душевнобольных.
4. ↑  В издании Н. Н. Голицына 1880 года назван французским графом Номпар де Комон-Лафорс (фр. Nompar de Caumont La Force).